# Quintette pour piano no 2 de Dvořák

Le Quintette pour piano no 2 en la majeur, B. 155 (op. 81) a été composé par Antonín Dvořák entre août et octobre 1887 lors de son séjour à Vysoká en Bohême. Il fait partie des pièces les plus connues pour cette formation, avec ceux de Robert Schumann (1842), Johannes Brahms (1865) et César Franck (1887). C'est la deuxième et dernière fois que le compositeur s'essaye dans ce genre, sa première tentative étant l'opus 5, une œuvre de jeunesse. Le quintette a été créé le 6 janvier 1888 à l'occasion d'un des concerts organisés par l'association d'artistes « Umělecká beseda », au Rudolfinum de Prague. L'œuvre, dédiée à Bohdan Neurether, professeur d’université et grand mécène des jeunes musiciens de Prague, a été publiée chez Simrock l’année même de sa création.

## Genèse
Quinze ans après avoir écrit son quintette avec piano, op. 5, Dvořák a décidé de composer une nouvelle pièce pour cet ensemble, et a choisi de reprendre la même tonalité. Si les deux quintettes partagent le la majeur, ils n’ont que peu de similitudes. Quand il écrivait le premier, le jeune Dvořák en était à ses débuts en tant que compositeur. L’op. 81, quant à lui, témoigne de sa maîtrise de son art.

## Structure de l'œuvre
Le quintette comprend quatre mouvements :
- Allegro ma non tanto
- Dumka. Andante con moto
- Scherzo (Furiant). Molto vivace
- Finale. Allegro

Le premier mouvement, en forme sonate, s’ouvre doucement sur une mélodie lyrique confiée au violoncelle soutenu par le piano, qui offre un rythme uniforme, suivi d’une série de transformations poussées. L’alto présente le second thème, une autre mélodie lyrique, celui-ci beaucoup plus animé que le simple chant du violoncelle au départ. Ces deux thèmes sont développés en profondeur, notamment par le premier et le second violon, créant une trame mélodique extrêmement colorée. Le mouvement se conclut par une récapitulation plus ou moins conventionnelle, puis une coda exubérante.
Le second mouvement serait inspiré d'une ballade ukrainienne, la dumka, une forme également utilisée par Dvořák et ayant connu la même célébrité dans son trio pour piano no 4 en mi mineur (Dumky). Il comporte deux thèmes entrecroisés de quatre variations. Le thème principal, celui de la dumka, est une mélodie mélancolique exécutée au piano, entrecoupée d'interludes plus rapides et joyeux. Ce mouvement suit le modèle A-B-A-C-A-B-A dans lequel A, le thème principal en fa dièse mineur, est un refrain élégiaque avec ses variations, B est une brillante partie en ré majeur jouée par les violons et C est une partie rapide et vigoureuse dérivée du thème d'entrée. À chaque récurrence de la dumka (A) sa  texture est enrichie.
Le troisième mouvement, un scherzo, porte la mention « Furiant », faisant allusion à une danse traditionnelle bohémienne. Le violoncelle et l’alto se relayent pour assurer le rythme tout en pizzicato alors que le premier violon déclame la mélodie principale. Le mouvement est interrompu par une partie en trio, plus lente, dont le thème est dérivé de celui de la furiant, le piano et le violon s’échangeant les mélodies à tour de rôle. Le scherzo se conclut dans un tourbillon rythmique, le retour de la danse bohémienne du départ. On anticipe la polka du dernier mouvement.
Le finale, une polka allègre, est animé, mais plein de légèreté. Dans le développement, le second violon entraîne le thème dans une fugue. Dans la coda, Dvořák indique tranquillo pour introduire un passage de style choral où il expose, pianissimo, le thème principal du mouvement en augmentation. Par la suite, un accelerando vient propulser le quintette vers sa conclusion, l'une des codas les plus brillantes de toute l'œuvre de Dvořák.
L'exécution de cette œuvre dure généralement entre 30 et 40 minutes.

## Réception
À sa création, l’œuvre a été manifestement très bien reçue par la critique. 
Dans le journal tchèque Národní listy, Josef Bohuslav Foerster décrit la nouvelle pièce ainsi : « Cette œuvre d’une rare valeur présente des thèmes innovateurs et les traite avec une profondeur imposante. Il est impossible de préférer un mouvement à un autre, la chaleur de l’Allegro et la poésie de la Dumka se défendant tout aussi bien que l'esprit de la Furiant et la joie du capricieux Finale. Ce quintette réunit tout ce que nous attendons maintenant de Dvořák : un son merveilleux et de nombreux effets instrumentaux tant intrigants qu’originaux. » [traduction libre]
Environ un mois après la création de l’œuvre, Piotr Ilitch Tchaïkovski fit une visite à Prague. Le nouveau quintette de Dvořák figurait au programme d’une des soirées organisées en son honneur. Dans son journal, Tchaïkovski a plus tard écrit : « Ils ont joué des quatuors de Smetana et de Kovařovic, et le quintette de Dvořák. J’ai trouvé ce dernier très aimable et j’ai beaucoup aimé son quintette. » [traduction libre]
L'année suivant sa création, le quintette a été joué plusieurs fois à Prague et ailleurs en Europe, où il a rapidement gagné en popularité.